# Sky Cinema (Németország)
A Sky Cinema a Németországban működő 11. Sky csatorna gyűjtőneve, melynek tulajdonosa a Sky Deutschland.

## Origins
A csomag különböző csatornái többnyire az 1991-ben indult analóg Premiere csatornából, valamint az 1996-ban indult DF1 platform filmcsatornáiból erednek. A DF1 platform filmes csomagja a Cine Action, a Cine Comedy, a Romantikus filmek, a Star*Kino és a Western Movies csatornákból állt.
Amikor 1999 októberében a DF1 és a Premiere egyesült a „Premiere World” platformba, annak filmcsomagja, amely a „Movie World” nevet kapta, a Premiere csatornából és a 13. utcából, valamint a korábbi DF1 csatornákból, a Star*Kino, Cine Action, Cine Comedy, Sci Fantasy és Romantikus filmekből állt, míg a Western Movies megszűnt.
A Sky Cinema az alábbi csatornákat tartalmazza:
- Sky Cinema prémium mozicsatorna 20 televíziós premierrel havonta.
- Sky Cinema +1 Sky Cinema adása egy óra késéssel.
- Sky Cinema +24 Sky Cinema 24 órás késéssel.
- Sky Cinema Action horror és sci-fi filmek.
- Sky Cinema Comendy különféle komédia filmek.
- Sky Cinema Emotion szerelmi történetek, komédiák
- Sky Cinema Nostalgie régi klasszius filmek az 1930-as és 1970-es évek közötti időszakból.
- A Sky Cinema Hits
- Sky Cinema HD, Sky Cinema +1 HD, Sky Cinema +24 HD, Sky Cinema Hits HD és Sky Cinema Action HD nagyfelbontású filmeket kínál.